# مازن خالد (منتج ومخرج لبناني)
مازن خالد هو مخرج وكاتب سيناريو ومحرر ومنتج لبناني يقيم في الولايات المتحدة. اشتهر مازن بفيلمه الروائي الطويل شهيد لعام 2017 الذي عُرض في مهرجان البندقية السينمائي الدولي الرابع والسبعين، وترشح لجائزة الأسد القدير. اختبر الفيلم أيضًا للعرض في فيلم مهرجان الجنوب الغربي عام 2018في قسم الأفلام العالمية. كما حصل مازن على جائزة أفضل إنجاز فني في مهرجان الإسكندرية السينمائي الدولي 2018 لعمله في فيلم الشهيد. عُرض فيلم خالد القصير لعام 2010 سامسارا المثلي (بالانجليزية: My Queer Samsara (2010))لأول مرة في مهرجان روتردام السينمائي الدولي 2010. تشمل أعماله البارزة الأخرى كمخرج حلم برجوازي تافه (بالانجليزية: A Petty Bourgeois Dream (2016)) ، ورجل خطير جدًا (2012)، الذي تم ترشيحه لجائزة المهر في مهرجان دبي السينمائي الدولي،  وذا الأجنحة (بالانجليزية:Our Gentleman of the Wings (2010)).

## حياته التعليمية و الوظيفية
حصل خالد على درجة البكالوريوس في الدراسات السياسية من الجامعة الأمريكية في بيروت. ثم أكمل درجة الماجستير في السياسة العامة من جامعة جورج تاون وواشنطن. كما التحق ببرنامج لإنتاج الأفلام في جامعة كونكورديا وبرنامج كتابة السيناريو MFA في جامعة ولاية فلوريدا. بدأ حياته المهنية كمحلل سياسات ومدير مشروع، وبالتالي انتقل إلى مجال الإعلان حيث كتب وأخرج العديد من الأفلام الإعلانية لمدة 12 عامًا تقريبًا. تضمنت أعماله المبكرة أفلامًا تجريبية مع التركيز على "فيلم بطول الـ16 ملم وفيديو الفن المعاصر". في عام 2002 ، أنتج وأخرج أول فيلم قصير له الكاديلاك الزرقاء. 

## الأفلام
| سنة  | فيلم                 | كاتب       | مخرج       | منتج       | محرر       | شكل          | عرض مهرجان السينما                                  | رشح ل       |
| ---- | -------------------- | ---------- | ---------- | ---------- | ---------- | ------------ | --------------------------------------------------- | ----------- |
| 2002 | الكاديلاك الزرقاء    | Green tick | Green tick | Green tick |            | فيلم قصير    |                                                     |             |
| 2010 | ذا الأجنحة           | Green tick | Green tick |            |            | فيلم قصير    |                                                     |             |
| 2010 | سامسارا المثلي       | Green tick | Green tick | Green tick | Green tick | فيلم قصير    | 2010 مهرجان روتردام السينمائي الدولي                |             |
| 2012 | رجل خطير جدا         | Green tick | Green tick |            |            | فيلم قصير    | 2012 مهرجان دبي السينمائي الدولي                    | جوائز المهر |
| 2013 | التنويم المغناطيسي   | Green tick | Green tick | Green tick | Green tick | فيديو رقص    |                                                     |             |
| 2014 | في أحضان الأسود      | Green tick | Green tick | Green tick | Green tick | فيديو        |                                                     |             |
| 2015 | مسلسل الحياة الساكنة | Green tick | Green tick | Green tick | Green tick | تابلو فيفانت |                                                     |             |
| 2015 | بحثًا عن السكون       | Green tick | Green tick | Green tick | Green tick | فيديو        |                                                     |             |
| 2016 | حلم برجوازي تافه     | Green tick | Green tick | Green tick |            | فيلم روائي   |                                                     |             |
| 2017 | شهيد                 | Green tick | Green tick |            |            | فيلم روائي   | 2017 مهرجان البندقية السينمائي الدولي (العرض الأول) |             |

## روابط خارجية
- [http://www.imdb.com/name/nm2925066/ Mazen Khaled

] في قاعدة بيانات الأفلام على الإنترنت
- Mazen Khaled at BFI
- Interview of Mazen Khaled by Filmmaker
- Interview with Mazen Khaled by Angelo Acerbi for FRED Radio.